# Hull (Georgia)
Hull es una ciudad ubicada en el condado de Madison, Georgia, Estados Unidos. Según el censo de 2020, tiene una población de 230 habitantes.

## Demografía
En el 2000, los ingresos promedio de los hogares eran de $31,250 y los ingreso promedio de las familias eran de $30,417. Los ingresos per cápita para la localidad eran de $13,942. Los hombres tenían un ingreso per cápita de $25,625 contra $19,792 para las mujeres.
Según la estimación 2016-2020 de la Oficina del Censo, los ingresos promedio de las familias son de $64,117. Alrededor del 19.2% de la población está por debajo de la línea de pobreza.

## Geografía
La localidad está ubicada en las coordenadas 34°1′3″N 83°17′37″O / 34.01750, -83.29361 (34.017611, -83.293647).
Según la Oficina del Censo, la localidad tiene un área total de 0.830 km², de la cual 0.826 km² son tierra y 0.004 km² son agua.